# 小行星9198
小行星9198（9198 Sasagamine）是一颗围绕太阳公转的小行星。1993年1月25日，關勉在藝西天文台发现了此天体。
該小行星以日本四國山地的笹峰命名。
这颗小行星的绝对星等为305.76686等。